# Фауста Корнелия Сулла
Фа́уста Корне́лия Су́лла, также Фа́вста (лат. Fausta Cornelia Silla; около 86 до н. э., Греция — ?) — дочь древнеримского диктатора Луция Корнелия Суллы и его третьей жены Метеллы; сестра-близнец Фауста Корнелия Суллы.
Корнелия получила совершенно нетипичное для римской аристократии имя, происходящее от лат. faustum («счастливый», «радостный»). На момент смерти отца она была ещё ребёнком и поэтому перешла вместе с братом-близнецом под опеку Луция Лициния Лукулла.
Сначала была замужем за Гаем Меммием, от которого родила сына того же имени (возможно, это был консул-суффект 34 года до н. э.). В 54 году развелась и вышла за Тита Анния Милона. Была уличена им в прелюбодеянии с историком Саллюстием, за что тот был выпорот розгами. Когда Милона осудили, она осталась в Риме и продолжала вести распутную жизнь. Её родной брат острил над её безнравственностью; согласно Горацию, она всем была известна в Риме.